# Cleptocaccobius boucomonti
Cleptocaccobius boucomonti là một loài bọ cánh cứng trong họ Bọ hung (Scarabaeidae).